# Vittarville
Vittarville és un municipi francès situat al departament del Mosa i a la regió del Gran Est. L'any 2007 tenia 75 habitants.

## Demografia

### Població
El 2007 la població de fet de Vittarville era de 75 persones. Hi havia 32 famílies, de les quals 11 eren unipersonals (11 dones vivint soles i 11 dones vivint soles), 7 parelles sense fills i 14 parelles amb fills.
La població ha evolucionat segons el següent gràfic:
Habitants censats

### Habitatges
El 2007 hi havia 38 habitatges, 31 eren l'habitatge principal de la família, 4 eren segones residències i 3 estaven desocupats. 36 eren cases i 2 eren apartaments. Dels 31 habitatges principals, 21 estaven ocupats pels seus propietaris, 7 estaven llogats i ocupats pels llogaters i 3 estaven cedits a títol gratuït; 3 tenien tres cambres, 4 en tenien quatre i 23 en tenien cinc o més. 6 habitatges disposaven pel capbaix d'una plaça de pàrquing. A 11 habitatges hi havia un automòbil i a 16 n'hi havia dos o més.

### Piràmide de població
La piràmide de població per edats i sexe el 2009 era:
| Homes | Edats   | Dones |
| ----- | ------- | ----- |
| 0     | 95 o +  | 0     |
| 0     | 90 a 94 | 0     |
| 0     | 85 a 89 | 0     |
| 0     | 80 a 84 | 4     |
| 0     | 75 a 79 | 0     |
| 0     | 70 a 74 | 4     |
| 8     | 65 a 69 | 4     |
| 0     | 60 a 64 | 4     |
| 0     | 55 a 59 | 0     |
| 0     | 50 a 54 | 0     |
| 0     | 45 a 49 | 0     |
| 8     | 40 a 44 | 4     |
| 4     | 35 a 39 | 4     |
| 0     | 30 a 34 | 4     |
| 0     | 25 a 29 | 0     |
| 0     | 20 a 24 | 0     |
| 8     | 15 a 19 | 8     |
| 4     | 10 a 14 | 4     |
| 0     | 5 a 9   | 0     |
| 0     | 0 a 4   | 0     |

## Economia
El 2007 la població en edat de treballar era de 55 persones, 47 eren actives i 8 eren inactives. De les 47 persones actives 41 estaven ocupades (24 homes i 17 dones) i 6 estaven aturades (4 homes i 2 dones). De les 8 persones inactives 3 estaven jubilades, 4 estaven estudiant i 1 estava classificada com a «altres inactius».
Activitats econòmiques
Dels 4 establiments que hi havia el 2007, 3 eren d'empreses de construcció i 1 d'una empresa de comerç i reparació d'automòbils.
Dels 3 establiments de servei als particulars que hi havia el 2009, 1 era un paleta, 1 guixaire pintor i 1 lampisteria.
L'any 2000 a Vittarville hi havia 10 explotacions agrícoles que ocupaven un total de 770 hectàrees.

## Poblacions més properes
El següent diagrama mostra les poblacions més properes.